# Cotovia-do-karoo
A Cotovia-do-karoo (Calendulauda albescens) é uma espécie de ave da família Alaudidae.
É endémica da África do Sul.
Os seus habitats naturais são: matagal árido tropical ou subtropical.